# Cantó de La Bessoniá
El cantó de La Bessoniá és un cantó francès del departament del Tarn, situat al districte de Castres. Té 4 municipis i el cap cantonal és La Bessoniá.

## Municipis
- Arifat
- La Bessoniá
- Montròc
- Raiçac

## Història
| Data d'elecció                           | Identitat       | Partit        | Qualitat |
| ---------------------------------------- | --------------- | ------------- | -------- |
| 1985-2004                                | Yvan Aussenac   | RPR           |          |
| 2004-                                    | Jacques Bourges | Divers droite |          |
| les dades anteriors no són pas conegudes |                 |               |          |
|                                          |                 |               |          |

## Demografia
| 1962  | 1968  | 1975  | 1982  | 1990  | 1999  | 2006  |
| ----- | ----- | ----- | ----- | ----- | ----- | ----- |
| 2.938 | 3.125 | 2.832 | 2.922 | 2.811 | 2.656 | 2.667 |